# Seznam kantát W. A. Mozarta
Kantátová tvorba W. A. Mozarta nepatří významem ani rozsahem k nejdůležitějším složkám jeho díla. Jde spíš o zajímavé svědectví např. o Mozartově vztahu ke Svobodnému zednářství. Je známo, že byl příznivcem a dokonce členem zednářské lóže. Dne 14. prosince 1784 se stal učněm a dne 7. ledna 1785 pak tovaryšem. Rovněž jeho otec Leopold Mozart a také např.Josef Haydn vstoupil – pod vlivem svého přítele Amadea – dne 11. února 1785 do řádu. Některé ze zde uváděných kantát jsou psány přímo na objednávku zednářů – Zednářská smuteční hudba (Maurerische Trauermusik) KV 477, složená na památku Františka hraběte Esterházyho je Mozartovou nejlepší zednářskou hudbou. Lze říct, že Mozart se stal stálým komponistou zednářské lóže. Zednářství pak ovlivnilo i další Mozartova díla (např. operu Kouzelná flétna).
Zajímavé je u Mozarta i vyjádření obdivného vztahu k tvorbě G. F. Händela právě pomocí kantátové tvorby (zde uváděné nové instrumentace dvou Händelových děl). Mozart však instrumentoval i jiná Händelova díla - např. oratoria Mesiáš (Messiah) či Acis a Galatea.
V tomto seznamu jsou uvedena příslušná díla tak, jak jsou obsažena v Köchelově seznamu.

## Seznam Mozartových kantát
| KV   | název                                                                                                  |
| ---- | --- |
| 42   | Kantáta „Grabmusik“ (Pašije) pro soprán, bass, [2 hoboje], 2 lesní rohy a smyčce na Schachtnerův text? |
| 43a  | „Ach, was müssen wir erfahren?“ pro 2 soprány, klavír                                                  |
| 346  | Notturno „Luci care, luci belle“ pro 3 hlasy a 3 basetové rohy                                         |
| 429  | Kantáta „Dir, Seele des Weltalls“                                                                      |
| 429a | Kantáta „Dir, Seele des Weltalls“ with Piano                                                           |
| 436  | Notturno pro 2 soprány a bass „Ecco quel fiero istante“                                                |
| 437  | Notturno pro 2 soprány a bass „Mi lagnero tacendo“                                                     |
| 438  | Notturno pro 3 hlasy „Se lontan ben mio, tu sei“                                                       |
| 439  | Notturno pro 2 soprány a bass „Due pupille amabile“                                                    |
| 471  | Kantáta „Die Maurerfreude“                                                                             |
| 477  | Maurerische Trauermusik (Zednářská smuteční hudba)                                                     |
| 549  | Canzonetta pro 2 soprány a bas „Piu non si trovano“                                                    |
| 591  | Instrumentace „Alexander's Feast“ od G. F. Händela                                                     |
| 592  | Instrumentace „Ode to Saint Cecilia“ od G. F. Händela                                                  |
| 619  | Kantáta „Die ihr des unermesslichen Weltalls“                                                          |
| 623  | Kantáta „Eine kleine Freimaurer Kantata“                                                               |